# Valerio Agnoli
Valerio Agnoli (Alatri, 6 januari 1985) is een Italiaans wielrenner die anno 2019 rijdt voor Bahrain-Merida. Agnoli is vooral een renner voor in de heuvels en kleinere, vooral Italiaanse, rondes in het middelgebergte. Hij werd prof in 2005. Van 2008 tot 2012 reed hij voor Liquigas. In 2017 verruilde hij Astana Pro Team voor Bahrain-Merida.

## Overwinningen
2005
8e etappe Ronde van het Qinghaimeer
2008
1e etappe Ronde van Spanje (ploegentijdrit)
2010
4e etappe Ronde van Italië (ploegentijdrit)
2016
1e etappe Ronde van Trentino (ploegentijdrit)

## Resultaten in voornaamste wedstrijden
| Jaar | Ronde van Italië | Ronde van Frankrijk | Ronde van Spanje |
| ---- | ---------------- | ------------------- | ---------------- |
| 2005 |                  |                     |                  |
| 2006 |                  |                     |                  |
| 2007 |                  |                     |                  |
| 2008 |                  |                     | 110e             |
| 2009 | 61e              |                     |                  |
| 2010 | 32e              |                     |                  |
| 2011 | 82e              |                     | 105e             |
| 2012 | 57e              |                     |                  |
| 2013 | 39e              |                     |                  |
| 2014 | 71e              |                     |                  |
| 2015 |                  |                     |                  |
| 2016 | opgave           |                     |                  |
| 2017 | 110e             |                     | 79e              |
| 2018 |                  |                     |                  |
| 2019 | 93e              |                     |                  |

| Jaar | Milaan-San Remo | Amstel Gold Race | Luik-Bast.‑Luik | Ronde van Lombardije | Waalse Pijl |  | Wereldranglijsten |
| ---- | --------------- | ---------------- | --------------- | -------------------- | ----------- |  | ----------------- |
| 2005 | 112e            |                  |                 | 91e                  |             |  |                   |
| 2006 | 126e            |                  |                 |                      |             |  |                   |
| 2007 |                 |                  |                 |                      |             |  |                   |
| 2008 |                 | 125e             | 127e            | 72e                  | 35e         |  |                   |
| 2009 |                 | 116e             | 92e             | 104e                 | 156e        |  |                   |
| 2010 | 148e            |                  | 83e             | opgave               |             |  |                   |
| 2011 | 69e             |                  | 97e             |                      |             |  | 183e (UWT)        |
| 2012 | 73e             |                  |                 |                      |             |  |                   |
| 2013 |                 |                  |                 | opgave               |             |  | 177e (UWT)        |
| 2014 |                 |                  |                 |                      |             |  |                   |
| 2015 |                 |                  |                 | opgave               |             |  |                   |
| 2016 | 97e             |                  |                 |                      |             |  |                   |
| 2017 |                 |                  |                 |                      |             |  | 434e (UWT)        |
| 2018 |                 |                  |                 |                      |             |  |                   |
| 2019 |                 |                  |                 |                      |             |  |                   |

## Ploegen
- 2004 –  Domina Vacanze (stagiair vanaf 1-9)
- 2005 –  Naturino-Sapore di Mare
- 2006 –  Naturino-Sapore di Mare
- 2007 –  Aurum Hotels
- 2008 –  Liquigas
- 2009 –  Liquigas
- 2010 –  Liquigas-Doimo
- 2011 –  Liquigas-Cannondale
- 2012 –  Liquigas-Cannondale
- 2013 –  Astana Pro Team
- 2014 –  Astana Pro Team
- 2015 –  Astana Pro Team
- 2016 –  Astana Pro Team
- 2017 –  Bahrain-Merida
- 2018 –  Bahrain-Merida
- 2019 –  Bahrain-Merida